# Oficina de prensa de la Santa Sede
La Oficina de prensa de la Santa Sede es el servicio informativo de la Santa Sede, que oficialmente publica las noticias y actividades del Papa y de algunas otras cuestiones de la Curia Romana. Los discursos, mensajes, documentos y declaraciones del Director son publicados completamente.

## Historia
Diez días después del fallecimiento del papa Pío XI, y con la consiguiente vacante en la Santa Sede, el 20 de febrero de 1939 se creó la Oficina de Información del diario L’Osservatore Romano, para transmitir cualquier información relacionada con la Sede Apostólica a los periodistas acreditados.
Durante el Concilio Vaticano II se creó una Oficina de Prensa para informar sobre este concilio ecuménico. En 1966, esta Oficina de Prensa pasó a funcionar como Oficina de Prensa de la Santa Sede, pasando a depender de la Pontificia Comisión para las Comunicaciones Sociales.
Juan Pablo II aprobó una serie de nuevas directrices el 28 de mayo de 1986, entre las que se afirmaba que "la oficina de la Santa Sede es la encargada de difundir las noticias referentes a los documentos del Sumo Pontífice y a la actividad de la Santa Sede" y por tanto, "en la realización de su trabajo goza, al igual que L’Osservatore Romano, la Radio Vaticano y el Centro Televisivo Vaticano, de su propia autonomía operativa".
La oficina de prensa trabaja normalmente en italiano, aunque también hay textos disponibles en otros idiomas. El periodista angloitaliano Matteo Bruni es el director de la oficina y Portavoz del papa desde el 22 de julio de 2019. Anteriormente, estuvieron al frente de la Oficina de Prensa, el médico español Joaquín Navarro Valls, el padre jesuita Federico Lombardi, y el periodista estadounidense Greg Burke, asistido por la española Paloma García Ovejero.

## Directores
- P. Angelo Fausto Vallainc (1966–1970) (después, Obispo)
- Federico Alessandrini (1970–1976)
- P. Romeo Panciroli (1976–1984) (después, Obispo)
- Joaquin Navarro-Valls (1984–2006)
- P. Federico Lombardi, SJ (2006–2016)
- Greg Burke (2016–2018)
- Alessandro Gisotti (interim, 2019)
- Matteo Bruni (2019– )